# Ambrosia linearis
Ambrosia linearis là một loài thực vật có hoa trong họ Cúc. Loài này được (Rydb.) W.W.Payne mô tả khoa học đầu tiên năm 1964.